# Esik az eső, ázik a heveder
Az Esik az eső, ázik a heveder kezdetű magyar népdalt Bartók Béla gyűjtötte Marosvásárhelyen 1916 augusztusában a 22. honvéd pótzászlóalj legénységétől, de ugyanő Rákoskeresztúron és Békés vármegyében is lejegyezte a dalt.
1848-as katonadal volt, számos szövegváltozata maradt fenn lényegében azonos dallammal.
Az I. világháborúban a 22. honvéd pótzászlóalj I. és II. századának éneke volt.
Feldolgozások:
| Szerző          | Mire        | Mű                                                    | Előadás |
| --------------- | ----------- | ----------------------------------------------------- | ------- |
| Weiner Leó      | zongora     | Húsz könnyű kis darab, 10. darab                      | [ 3 ]   |
| Sugár Rezső     | zongora     | Zongoraiskola I., 108. darab                          | [ 4 ]   |
| Szokolay Sándor | két furulya | Magyar gyermekdalok két és három furulyára, 13. darab |         |

## Kotta és dallam
| Esik az eső, ázik a heveder, gyönge lábamat szorítja vaskengyel, bársony lekötés szorítja lovamat, nehéz karabély nyomja a vállamat. | Megjött a levél fekete pecséttel, megjött a muszka százezer emberrel, négyszáz ágyúval áll a harc mezején, így hát jó anyám, elmasírozok én. | Jön egy kapitány piros pej paripán, kardja megvillan a jobbik oldalán, kardja megvillan, az ágyú elrobban, szép piros vérem a földre kiloccsan. |

## Felvételek
- Esik az eső , ázik a heveder. YouTube (2010. augusztus 16.)  (Hozzáférés: 2016. április 10.) (audió, fényképsorozat)
- Esik az eső, ázik a heveder. Folkisch Zenekar  YouTube (2013. szeptember 17.)  (Hozzáférés: 2016. április 10.) (audió, fényképsorozat)
- Esik az eső, ázik a heveder… Palmetta  YouTube (2015. december 19.)  (Hozzáférés: 2016. április 10.) (audió, fényképsorozat)
- 1848-as katonadalok citerán. YouTube (2015. március 15.)  (Hozzáférés: 2016. április 10.) (videó) 0:31-ig.